# United States National Research Council
United States National Research Council (NRC) är en del av United States National Academies och som genomför de flesta studierna gjorda inom organisationen. Till skillnad från United States National Academy of Sciences (NAS), National Academy of Engineering (NAE) och Institute of Medicine (IOM) är NRC inte en medlemsorganisation.
NRC grundad 1916 som svar på behovet av vetenskaplig och teknisk service i kölvattnet av första världskriget.